# Europees kampioenschap handbal vrouwen 2010 (kwalificatie)
De kwalificatie voor het Europees kampioenschap handbal vrouwen 2010 was een reeks wedstrijden in het handbal waar werd uitgemaakt welke 14 landen mochten deelnemen aan het Europees kampioenschap handbal vrouwen 2010. Gastlanden Noorwegen en Denemarken waren automatisch geplaatst. De nummers één en twee van elke groep plaatste zich voor de EK-eindronde. De kwalificatiereeks begon op 23 september 2008 en eindigde op 30 mei 2009.

## Kwalificatiesysteem

### Plaatsing
De loting voor de kwalificatieronde vond plaats op 24 maart 2009 op het hoofdkantoor in Wenen, Oostenrijk. De gastlanden, Noorwegen en Denemarken, had zich automatisch geplaatst voor het eindtoernooi. De overige 29 landenteams zijn verdeeld over verschillende potten op basis van de "EHF landenteam ranglijst voor vrouwen". Deze teams zijn zo verdeeld dat in elke poule één team per pot zit. De twee teams die het laagst stonden op de ranglijst van de EHF (Finland en Groot-Brittannië), speelden in september 2009 een pre-kwalificatietoernooi om zo te bepalen welk team de laatste plek (28e) voor de kwalificatie zouden bemachtigen.
| Pot 1                                                     | Pot 2                                                               | Pot 3                                                          | Pot 4                                                                                        |
| --------------------------------------------------------- | ------------------------------------------------------------------- | -------------------------------------------------------------- | -------------------------------------------------------------------------------------------- |
| Rusland Duitsland Spanje Hongarije Frankrijk CRO Roemenië | Zweden Noord-Macedonië Polen Oekraïne Oostenrijk Servië Wit-Rusland | Nederland Slovenië Portugal Turkije Slowakije Tsjechië IJsland | Litouwen Italië Montenegro Zwitserland Azerbeidzjan Griekenland Finland/ Verenigd Koninkrijk |

### Speeldata
- Pre-kwalificatie: september 2009
- Ronde 1 & 2: 14– 18 oktober 2009
- Ronde 3 & 4: 31 maart – 4 april 2010
- Ronde 5 & 6: 26– 30 mei 2010

## Voorronde
| Woensdag 23 september 2009 19:00 | Finland                   | 14 – 17 | Verenigd Koninkrijk       | Pirkkola, Helsinki Toeschouwers: 500 Scheidsrechters: Rakytina, Tkachuk (UKR) |
| Woensdag 23 september 2009 19:00 | Roos, Tallqvist, Wiberg 3 | (7-9)   | Hegelund, Jensen Cannon 3 | Pirkkola, Helsinki Toeschouwers: 500 Scheidsrechters: Rakytina, Tkachuk (UKR) |
| Woensdag 23 september 2009 19:00 | verslag                   |         |                           | Pirkkola, Helsinki Toeschouwers: 500 Scheidsrechters: Rakytina, Tkachuk (UKR) |

| Zaterdag 26 september 2009 18:00 | Verenigd Koninkrijk | 24 – 23 | Finland                | Liverpool Echo Arena, Liverpool Toeschouwers: 2000 Scheidsrechters: van Dijk, Wijtenburg (NED) |
| Zaterdag 26 september 2009 18:00 | Goodwin 7           | (13-8)  | Johansson, Tallqvist 5 | Liverpool Echo Arena, Liverpool Toeschouwers: 2000 Scheidsrechters: van Dijk, Wijtenburg (NED) |
| Zaterdag 26 september 2009 18:00 | verslag             |         |                        | Liverpool Echo Arena, Liverpool Toeschouwers: 2000 Scheidsrechters: van Dijk, Wijtenburg (NED) |

## Groepen
Bulgarije trok zich terug voor aanvang van de kwalificatie.
Alle tijden zijn lokaal.

### Groep A
| Pos | Team        | Wed | W | G | V | DV  | DT  | DS  | Ptn |
| --- | ----------- | --- | - | - | - | --- | --- | --- | --- |
| 1   | Oekraïne    | 6   | 5 | 1 | 0 | 197 | 160 | +37 | 11  |
| 2   | Roemenië    | 6   | 4 | 1 | 1 | 219 | 153 | +66 | 9   |
| 3   | Zwitserland | 6   | 2 | 0 | 4 | 143 | 184 | −41 | 4   |
| 4   | Portugal    | 6   | 0 | 0 | 6 | 142 | 204 | −62 | 0   |

| Woensdag 14 oktober 2009 18:00 | Oekraïne               | 33 – 20 | Zwitserland | Citysporthall, Zaporizja Toeschouwers: 1.000 Scheidsrechters: Mitrunen, Sundell (FIN) |
| Woensdag 14 oktober 2009 18:00 | Manaharova, Tsygytsa 6 | (19-6)  | Dinkel 8    | Citysporthall, Zaporizja Toeschouwers: 1.000 Scheidsrechters: Mitrunen, Sundell (FIN) |
| Woensdag 14 oktober 2009 18:00 | 2× 1×                  | verslag | 2× 3×       | Citysporthall, Zaporizja Toeschouwers: 1.000 Scheidsrechters: Mitrunen, Sundell (FIN) |

| Woensdag 14 oktober 2009 19:00 | Roemenië  | 37 – 23 | Portugal            | Radu Voina Sportshall, Sighişoara Toeschouwers: 1.100 Scheidsrechters: Alyiev, Aghakishiyev (AZE) |
| Woensdag 14 oktober 2009 19:00 | Vărzaru 6 | (19-8)  | Barbosa, De Souza 5 | Radu Voina Sportshall, Sighişoara Toeschouwers: 1.100 Scheidsrechters: Alyiev, Aghakishiyev (AZE) |
| Woensdag 14 oktober 2009 19:00 | 3×        | verslag | 3× 4×               | Radu Voina Sportshall, Sighişoara Toeschouwers: 1.100 Scheidsrechters: Alyiev, Aghakishiyev (AZE) |

| Zaterdag 17 oktober 2009 15:45 | Zwitserland             | 18 – 39 | Roemenië  | Saalsporthall, Zürich Toeschouwers: 700 Scheidsrechters: C.Bonaventura, J.Bonaventura (FRA) |
| Zaterdag 17 oktober 2009 15:45 | Dinkel, Hasler-Petrig 4 | (7-20)  | Puşcaşu 8 | Saalsporthall, Zürich Toeschouwers: 700 Scheidsrechters: C.Bonaventura, J.Bonaventura (FRA) |
| Zaterdag 17 oktober 2009 15:45 | 2× 5×                   | verslag | 2× 1×     | Saalsporthall, Zürich Toeschouwers: 700 Scheidsrechters: C.Bonaventura, J.Bonaventura (FRA) |

| Zaterdag 17 oktober 2009 17:15 | Portugal            | 31 – 36 | Oekraïne       | Pavilhão Municipal de Lagos, Lagos Toeschouwers: 800 Scheidsrechters: Krstic, Ljubic (SLO) |
| Zaterdag 17 oktober 2009 17:15 | Barbosa, De Souza 8 | (16-18) | Nikolayenko 11 | Pavilhão Municipal de Lagos, Lagos Toeschouwers: 800 Scheidsrechters: Krstic, Ljubic (SLO) |
| Zaterdag 17 oktober 2009 17:15 | 3×                  | verslag | 3× 4×          | Pavilhão Municipal de Lagos, Lagos Toeschouwers: 800 Scheidsrechters: Krstic, Ljubic (SLO) |

| Woensdag 31 maart 2010 18:00 | Oekraïne      | 27 - 27 | Roemenië | Yunost Palace of Sports, Zaporizja Toeschouwers: 1.700 Scheidsrechters: Bonifert, Oláh (HUN) |
| Woensdag 31 maart 2010 18:00 | Nykolayenko 8 | (18-14) | Neagu 9  | Yunost Palace of Sports, Zaporizja Toeschouwers: 1.700 Scheidsrechters: Bonifert, Oláh (HUN) |
| Woensdag 31 maart 2010 18:00 | 3× 2×         | verslag | 3× 2×    | Yunost Palace of Sports, Zaporizja Toeschouwers: 1.700 Scheidsrechters: Bonifert, Oláh (HUN) |

| Woensdag 31 maart 2010 20:00 | Zwitserland | 28 - 25 | Portugal   | Sporthalle Tägerhard, Wettingen Toeschouwers: 800 Scheidsrechters: Jurinovic, Mrvica (CRO) |
| Woensdag 31 maart 2010 20:00 | Dinkel 10   | (14-14) | De Souza 6 | Sporthalle Tägerhard, Wettingen Toeschouwers: 800 Scheidsrechters: Jurinovic, Mrvica (CRO) |
| Woensdag 31 maart 2010 20:00 | 2× 4×       | verslag | 2× 4× 1×   | Sporthalle Tägerhard, Wettingen Toeschouwers: 800 Scheidsrechters: Jurinovic, Mrvica (CRO) |

| Zaterdag 3 april 2010 12:00 | Roemenië | 35 - 36 | Oekraïne     | Sala Sporturilor Romeo Iamandi, Buzău Toeschouwers: 1.800 Scheidsrechters: Nikolov, Nachevski (MKD) |
| Zaterdag 3 april 2010 12:00 | Neagu 10 | (17-15) | Pidpalova 10 | Sala Sporturilor Romeo Iamandi, Buzău Toeschouwers: 1.800 Scheidsrechters: Nikolov, Nachevski (MKD) |
| Zaterdag 3 april 2010 12:00 | 3×       | verslag | 3×           | Sala Sporturilor Romeo Iamandi, Buzău Toeschouwers: 1.800 Scheidsrechters: Nikolov, Nachevski (MKD) |

| Zaterdag 3 april 2010 17:00 | Portugal   | 17 - 27 | Zwitserland | Pavilhão Municipal, Moimenta da Beira Toeschouwers: 1.100 Scheidsrechters: Di Domenico, Fornasier (ITA) |
| Zaterdag 3 april 2010 17:00 | De Souza 5 | (12-13) | Bosshart 9  | Pavilhão Municipal, Moimenta da Beira Toeschouwers: 1.100 Scheidsrechters: Di Domenico, Fornasier (ITA) |
| Zaterdag 3 april 2010 17:00 | 3×         | verslag | 6×          | Pavilhão Municipal, Moimenta da Beira Toeschouwers: 1.100 Scheidsrechters: Di Domenico, Fornasier (ITA) |

| Woensdag 26 mei 2010 19:00 | Portugal   | 23 - 44 | Roemenië        | Leiria Scheidsrechters: Evers, Kums (BEL) |
| Woensdag 26 mei 2010 19:00 | De Souza 7 | (12-20) | Neagu, Stanca 7 | Leiria Scheidsrechters: Evers, Kums (BEL) |
| Woensdag 26 mei 2010 19:00 | 3× 6×      | verslag | 2× 8×           | Leiria Scheidsrechters: Evers, Kums (BEL) |

| Woensdag 26 mei 2010 20:00 | Zwitserland | 24 - 33 | Oekraïne     | Sporthalle Mittelholz, Herzogenbuchsee Scheidsrechters: Chaskis, Tsakonas (GRE) |
| Woensdag 26 mei 2010 20:00 | Dinkel 10   | (14-14) | Manaharova 7 | Sporthalle Mittelholz, Herzogenbuchsee Scheidsrechters: Chaskis, Tsakonas (GRE) |
| Woensdag 26 mei 2010 20:00 | 3× 8×       | verslag | 3× 6×        | Sporthalle Mittelholz, Herzogenbuchsee Scheidsrechters: Chaskis, Tsakonas (GRE) |

| Zaterdag 29 mei 2010 11:00 | Roemenië | 37 - 26 | Zwitserland | Sala Sporturilor, Târgu Mureş Toeschouwers: 2.000 Scheidsrechters: Constantinou, Mouttas (CYP) |
| Zaterdag 29 mei 2010 11:00 | Manea 6  | (18-11) | Geissmann 7 | Sala Sporturilor, Târgu Mureş Toeschouwers: 2.000 Scheidsrechters: Constantinou, Mouttas (CYP) |
| Zaterdag 29 mei 2010 11:00 | 3× 1×    | verslag | 3×          | Sala Sporturilor, Târgu Mureş Toeschouwers: 2.000 Scheidsrechters: Constantinou, Mouttas (CYP) |

| Zondag 30 mei 2010 17:00 | Oekraïne    | 32 - 23 | Portugal            | Yunost Palace of Sports, Zaporizja Toeschouwers: 1.500 Scheidsrechters: Erdogan, Özdeniz (TUR) |
| Zondag 30 mei 2010 17:00 | Pidpalova 7 | (17-11) | Andrade, De Souza 5 | Yunost Palace of Sports, Zaporizja Toeschouwers: 1.500 Scheidsrechters: Erdogan, Özdeniz (TUR) |
| Zondag 30 mei 2010 17:00 | 2× 3×       | verslag | 3× 1×               | Yunost Palace of Sports, Zaporizja Toeschouwers: 1.500 Scheidsrechters: Erdogan, Özdeniz (TUR) |

### Groep B
| Pos | Team         | Wed | W | G | V | DV  | DT  | DS  | Ptn |
| --- | ------------ | --- | - | - | - | --- | --- | --- | --- |
| 1   | Hongarije    | 6   | 6 | 0 | 0 | 174 | 134 | +40 | 12  |
| 2   | Zweden       | 6   | 4 | 0 | 2 | 167 | 128 | +39 | 8   |
| 3   | Tsjechië     | 6   | 2 | 0 | 4 | 152 | 158 | −6  | 4   |
| 4   | Azerbeidzjan | 6   | 0 | 0 | 6 | 114 | 187 | −73 | 0   |

| Donderdag 15 oktober 2009 19:00 | Hongarije | 24 – 20 | Tsjechië    | Messzi István Sportcsarnok, Kecskemét Toeschouwers: 1.800 Scheidsrechters: Gubica, Milosević (CRO) |
| Donderdag 15 oktober 2009 19:00 | Tóth 10   | (13-9)  | Tomeckova 4 | Messzi István Sportcsarnok, Kecskemét Toeschouwers: 1.800 Scheidsrechters: Gubica, Milosević (CRO) |
| Donderdag 15 oktober 2009 19:00 | 3× 2×     | verslag | 2×          | Messzi István Sportcsarnok, Kecskemét Toeschouwers: 1.800 Scheidsrechters: Gubica, Milosević (CRO) |

| Donderdag 15 oktober 2009 19:00 | Zweden                  | 31 – 11 | Azerbeidzjan | Arena Skövde, Skövde Toeschouwers: 1.400 Scheidsrechters: Cernavskis, Bogdanovs (LAT) |
| Donderdag 15 oktober 2009 19:00 | Jacobsen, Torstensson 6 | (13-6)  | Gorodtsova 5 | Arena Skövde, Skövde Toeschouwers: 1.400 Scheidsrechters: Cernavskis, Bogdanovs (LAT) |
| Donderdag 15 oktober 2009 19:00 | 3×                      | verslag | 2× 3× 1×     | Arena Skövde, Skövde Toeschouwers: 1.400 Scheidsrechters: Cernavskis, Bogdanovs (LAT) |

| Zondag 18 oktober 2009 15:30 | Tsjechië   | 21 – 28 | Zweden | Hala Zubří o.p.s., Zubří Toeschouwers: 1.000 Scheidsrechters: Mishchuk, Rozhkov (UKR) |
| Zondag 18 oktober 2009 15:30 | Zamorska 6 | (9-12)  | Ahlm 7 | Hala Zubří o.p.s., Zubří Toeschouwers: 1.000 Scheidsrechters: Mishchuk, Rozhkov (UKR) |
| Zondag 18 oktober 2009 15:30 | 2× 3×      | verslag | 3×     | Hala Zubří o.p.s., Zubří Toeschouwers: 1.000 Scheidsrechters: Mishchuk, Rozhkov (UKR) |

| Zondag 18 oktober 2009 17:00 | Azerbeidzjan | 15 – 31 | Hongarije     | ABU Arena, Baku Toeschouwers: 900 Scheidsrechters: Mazeika, Gatelis (LTU) |
| Zondag 18 oktober 2009 17:00 | Deryabina 8  | (6-16)  | Szucsánszki 6 | ABU Arena, Baku Toeschouwers: 900 Scheidsrechters: Mazeika, Gatelis (LTU) |
| Zondag 18 oktober 2009 17:00 | 3× 2×        | verslag | 2×            | ABU Arena, Baku Toeschouwers: 900 Scheidsrechters: Mazeika, Gatelis (LTU) |

| Woensdag 31 maart 2010 17:00 | Azerbeidzjan | 19 - 26 | Tsjechië          | ABU Arena, Baku Toeschouwers: 600 Scheidsrechters: Katsikis, Michailidis (GRE) |
| Woensdag 31 maart 2010 17:00 | Peche 5      | (8-10)  | Cerna, Zamorska 5 | ABU Arena, Baku Toeschouwers: 600 Scheidsrechters: Katsikis, Michailidis (GRE) |
| Woensdag 31 maart 2010 17:00 | 3× 5×        | verslag | 3× 1×             | ABU Arena, Baku Toeschouwers: 600 Scheidsrechters: Katsikis, Michailidis (GRE) |

| Donderdag 1 april 2010 19:15 | Zweden         | 26 - 27 | Hongarije | Färs & Frosta Sparbank Arena, Lund Toeschouwers: 1.600 Scheidsrechters: Stark, Ştefan (ROU) |
| Donderdag 1 april 2010 19:15 | Torstensson 10 | (12-15) | Tóth 9    | Färs & Frosta Sparbank Arena, Lund Toeschouwers: 1.600 Scheidsrechters: Stark, Ştefan (ROU) |
| Donderdag 1 april 2010 19:15 | 4×             | verslag | 3× 4×     | Färs & Frosta Sparbank Arena, Lund Toeschouwers: 1.600 Scheidsrechters: Stark, Ştefan (ROU) |

| Zondag 4 april 2010 12:35 | Hongarije | 26 – 24 | Zweden        | Városi Sportcsarnok, Békéscsaba Toeschouwers: 2.200 Scheidsrechters: Pandzic, Mosorinski (SRB) |
| Zondag 4 april 2010 12:35 | Tóth 7    | (16–10) | Torstensson 8 | Városi Sportcsarnok, Békéscsaba Toeschouwers: 2.200 Scheidsrechters: Pandzic, Mosorinski (SRB) |
| Zondag 4 april 2010 12:35 | 3× 2×     | verslag | 3× 2×         | Városi Sportcsarnok, Békéscsaba Toeschouwers: 2.200 Scheidsrechters: Pandzic, Mosorinski (SRB) |

| Zondag 4 april 2010 14:45 | Tsjechië    | 37 – 25 | Azerbeidzjan | Sportovní hala Vodová, Brno Toeschouwers: 600 Scheidsrechters: Nikolovski, Kolevski (MKD) |
| Zondag 4 april 2010 14:45 | Salcakova 8 | (19–11) | Tankaskaya 5 | Sportovní hala Vodová, Brno Toeschouwers: 600 Scheidsrechters: Nikolovski, Kolevski (MKD) |
| Zondag 4 april 2010 14:45 | 3× 5×       | verslag | 3× 6×        | Sportovní hala Vodová, Brno Toeschouwers: 600 Scheidsrechters: Nikolovski, Kolevski (MKD) |

| Woensdag 26 mei 2010 17:00 | Azerbeidzjan | 18 - 27 | Zweden        | ABU Arena, Baku Toeschouwers: 400 Scheidsrechters: Markovska, Vutov (BUL) |
| Woensdag 26 mei 2010 17:00 | Deryabina 5  | (9-14)  | Torstensson 6 | ABU Arena, Baku Toeschouwers: 400 Scheidsrechters: Markovska, Vutov (BUL) |
| Woensdag 26 mei 2010 17:00 | 2× 6×        | verslag | 2× 0×         | ABU Arena, Baku Toeschouwers: 400 Scheidsrechters: Markovska, Vutov (BUL) |

| Woensdag 26 mei 2010 18:00 | Tsjechië   | 23 - 31 | Hongarije | Městská sportovní hala, Plzeň Toeschouwers: 600 Scheidsrechters: Brehmer, Skowronek (POL) |
| Woensdag 26 mei 2010 18:00 | Zamorska 6 | (13-17) | Görbicz 6 | Městská sportovní hala, Plzeň Toeschouwers: 600 Scheidsrechters: Brehmer, Skowronek (POL) |
| Woensdag 26 mei 2010 18:00 | 3× 6×      | verslag | 3× 10×    | Městská sportovní hala, Plzeň Toeschouwers: 600 Scheidsrechters: Brehmer, Skowronek (POL) |

| Zondag 30 mei 2010 11:40 | Hongarije     | 35 - 26 | Azerbeidzjan | Nyíregyháza Toeschouwers: 1.200 Scheidsrechters: Mitrunen, Sundell (FIN) |
| Zondag 30 mei 2010 11:40 | Szucsánszki 5 | (19-12) | Tankaskaya 7 | Nyíregyháza Toeschouwers: 1.200 Scheidsrechters: Mitrunen, Sundell (FIN) |
| Zondag 30 mei 2010 11:40 | 3× 1×         | verslag | 3× 7×        | Nyíregyháza Toeschouwers: 1.200 Scheidsrechters: Mitrunen, Sundell (FIN) |

| Zondag 30 mei 2010 17:30 | Zweden        | 31 - 25 | Tsjechië   | Arena Skövde, Skövde Toeschouwers: 1.500 Scheidsrechters: Repensek, Pozeznik (SLO) |
| Zondag 30 mei 2010 17:30 | Torstensson 6 | (17-10) | Zamorska 6 | Arena Skövde, Skövde Toeschouwers: 1.500 Scheidsrechters: Repensek, Pozeznik (SLO) |
| Zondag 30 mei 2010 17:30 | 3× 8×         | verslag | 3×         | Arena Skövde, Skövde Toeschouwers: 1.500 Scheidsrechters: Repensek, Pozeznik (SLO) |

### Groep C
| Pos | Team                | Wed | W | G | V | DV  | DT  | DS  | Ptn |
| --- | ------------------- | --- | - | - | - | --- | --- | --- | --- |
| 1   | Frankrijk           | 6   | 6 | 0 | 0 | 191 | 124 | +67 | 12  |
| 2   | IJsland             | 6   | 3 | 0 | 3 | 166 | 146 | +20 | 6   |
| 3   | Oostenrijk          | 6   | 3 | 0 | 3 | 150 | 145 | +5  | 6   |
| 4   | Verenigd Koninkrijk | 6   | 0 | 0 | 6 | 104 | 196 | −92 | 0   |

| Woensdag 14 oktober 2009 19:30 | Frankrijk | 32 – 23 | IJsland       | Palais des Sports, Besançon Toeschouwers: 3.000 Scheidsrechters: Harabagiu, Stanescu (ROU) |
| Woensdag 14 oktober 2009 19:30 | Baudoin 7 | (16-12) | Skuladottir 6 | Palais des Sports, Besançon Toeschouwers: 3.000 Scheidsrechters: Harabagiu, Stanescu (ROU) |
| Woensdag 14 oktober 2009 19:30 | 1× 4× 1×  | verslag | 3× 5×         | Palais des Sports, Besançon Toeschouwers: 3.000 Scheidsrechters: Harabagiu, Stanescu (ROU) |

| Woensdag 14 oktober 2009 20:00 | Oostenrijk        | 30 – 20 | Verenigd Koninkrijk | Ballspielhalle Feldkirchen, Feldkirchen Toeschouwers: 500 Scheidsrechters: Florescu, Duţă (ROU) |
| Woensdag 14 oktober 2009 20:00 | Aćimović, Engel 9 | (18-12) | Goodwin 6           | Ballspielhalle Feldkirchen, Feldkirchen Toeschouwers: 500 Scheidsrechters: Florescu, Duţă (ROU) |
| Woensdag 14 oktober 2009 20:00 | 1× 2×             | verslag | 3× 1×               | Ballspielhalle Feldkirchen, Feldkirchen Toeschouwers: 500 Scheidsrechters: Florescu, Duţă (ROU) |

| Zaterdag 17 oktober 2009 17:00 | Verenigd Koninkrijk | 16 – 42 | Frankrijk                                            | Crystal Palace, Londen Toeschouwers: 700 Scheidsrechters: Samuelsen, Hansen (FRO) |
| Zaterdag 17 oktober 2009 17:00 | Goodwin 5           | (9-18)  | Ayglon, Baudoin, Dembele, Lacrabère, Mendy, Piejos 5 | Crystal Palace, Londen Toeschouwers: 700 Scheidsrechters: Samuelsen, Hansen (FRO) |
| Zaterdag 17 oktober 2009 17:00 | 3× 5× 1×            | verslag | 2× 1×                                                | Crystal Palace, Londen Toeschouwers: 700 Scheidsrechters: Samuelsen, Hansen (FRO) |

| Zondag 18 oktober 2009 16:00 | IJsland         | 29 - 25 | Oostenrijk | Vodafonehöllin, Reykjavík Toeschouwers: 800 Scheidsrechters: Arntsen, Gullaksen (NOR) |
| Zondag 18 oktober 2009 16:00 | Eyjolfsdottir 6 | (19-10) | Aćimović 7 | Vodafonehöllin, Reykjavík Toeschouwers: 800 Scheidsrechters: Arntsen, Gullaksen (NOR) |
| Zondag 18 oktober 2009 16:00 | 2× 4× 1×        | verslag | 2× 1×      | Vodafonehöllin, Reykjavík Toeschouwers: 800 Scheidsrechters: Arntsen, Gullaksen (NOR) |

| Woensdag 31 maart 2010 19:00 | Verenigd Koninkrijk | 16 - 27 | IJsland          | Crystal Palace, Londen Toeschouwers: 500 Scheidsrechters: Evers, Kums (BEL) |
| Woensdag 31 maart 2010 19:00 | Fairbrother 5       | (7-15)  | Stefansdottir 14 | Crystal Palace, Londen Toeschouwers: 500 Scheidsrechters: Evers, Kums (BEL) |
| Woensdag 31 maart 2010 19:00 | 3× 4×               | verslag | 2× 3×            | Crystal Palace, Londen Toeschouwers: 500 Scheidsrechters: Evers, Kums (BEL) |

| Woensdag 31 maart 2010 19:30 | Oostenrijk | 24 - 27 | Frankrijk | Sporthalle Margareten, Wenen Scheidsrechters: Mishchuk, Rozhkov (UKR) |
| Woensdag 31 maart 2010 19:30 | Aćimović 8 | (14-12) | Piejos 8  | Sporthalle Margareten, Wenen Scheidsrechters: Mishchuk, Rozhkov (UKR) |
| Woensdag 31 maart 2010 19:30 | 3× 1×      | verslag | 3× 1×     | Sporthalle Margareten, Wenen Scheidsrechters: Mishchuk, Rozhkov (UKR) |

| Zaterdag 3 april 2010 14:00 | IJsland          | 40 - 20 | Verenigd Koninkrijk | Laugardalshöll, Reykjavík Toeschouwers: 300 Scheidsrechters: Brehmer, Skowronek (POL) |
| Zaterdag 3 april 2010 14:00 | Stefansdottir 17 | (23-9)  | Gerbron 5           | Laugardalshöll, Reykjavík Toeschouwers: 300 Scheidsrechters: Brehmer, Skowronek (POL) |
| Zaterdag 3 april 2010 14:00 | 2× 5×            | verslag | 3× 5×               | Laugardalshöll, Reykjavík Toeschouwers: 300 Scheidsrechters: Brehmer, Skowronek (POL) |

| Zondag 4 april 2010 16:45 | Frankrijk        | 30 - 22 | Oostenrijk | Palais des Sports de Pau, Pau Toeschouwers: 5.500 Scheidsrechters: Mitrunen, Sundell (FIN) |
| Zondag 4 april 2010 16:45 | Ayglon, Piejos 5 | (16-9)  | Engel 12   | Palais des Sports de Pau, Pau Toeschouwers: 5.500 Scheidsrechters: Mitrunen, Sundell (FIN) |
| Zondag 4 april 2010 16:45 | 3× 2×            | verslag | 3× 1×      | Palais des Sports de Pau, Pau Toeschouwers: 5.500 Scheidsrechters: Mitrunen, Sundell (FIN) |

| Woensdag 26 mei 2010 19:00 | Verenigd Koninkrijk | 17 - 23 | Oostenrijk     | Kelvin Hall International Sports Arena, Glasgow Toeschouwers: 500 Scheidsrechters: Bonifert, Oláh (HUN) |
| Woensdag 26 mei 2010 19:00 | Byl 4               | (8-10)  | Engel, Plach 6 | Kelvin Hall International Sports Arena, Glasgow Toeschouwers: 500 Scheidsrechters: Bonifert, Oláh (HUN) |
| Woensdag 26 mei 2010 19:00 | 3× 6×               | verslag | 3× 6×          | Kelvin Hall International Sports Arena, Glasgow Toeschouwers: 500 Scheidsrechters: Bonifert, Oláh (HUN) |

| Woensdag 26 mei 2010 20:15 | IJsland          | 24 - 27 | Frankrijk   | Laugardalshöll, Reykjavík Scheidsrechters: Stenrand, Kaerlund Birch (DEN) |
| Woensdag 26 mei 2010 20:15 | Stefansdottir 13 | (11-13) | Herbrecht 5 | Laugardalshöll, Reykjavík Scheidsrechters: Stenrand, Kaerlund Birch (DEN) |
| Woensdag 26 mei 2010 20:15 | 3× 4×            | verslag | 3× 4× 1×    | Laugardalshöll, Reykjavík Scheidsrechters: Stenrand, Kaerlund Birch (DEN) |

| Zaterdag 29 mei 2010 20:22 | Oostenrijk  | 26 - 23 | IJsland       | Sportzentrum Alte Au, Stockerau Toeschouwers: 900 Scheidsrechters: Sivak, Dvorsky (SVK) |
| Zaterdag 29 mei 2010 20:22 | Acimovic 11 | (12-12) | Skuladottir 8 | Sportzentrum Alte Au, Stockerau Toeschouwers: 900 Scheidsrechters: Sivak, Dvorsky (SVK) |
| Zaterdag 29 mei 2010 20:22 | 3×          | verslag | 3× 7× 1×      | Sportzentrum Alte Au, Stockerau Toeschouwers: 900 Scheidsrechters: Sivak, Dvorsky (SVK) |

| Zondag 30 mei 2010 15:00 | Frankrijk           | 34 - 15 | Verenigd Koninkrijk  | Palais Saint Sauveur, Rijsel Toeschouwers: 1.300 Scheidsrechters: Christidi, Papamattheou (GRE) |
| Zondag 30 mei 2010 15:00 | Ayglon, Herbrecht 6 | (16-8)  | Lam-Moores, Palies 4 | Palais Saint Sauveur, Rijsel Toeschouwers: 1.300 Scheidsrechters: Christidi, Papamattheou (GRE) |
| Zondag 30 mei 2010 15:00 | 1×                  | verslag | 3× 2×                | Palais Saint Sauveur, Rijsel Toeschouwers: 1.300 Scheidsrechters: Christidi, Papamattheou (GRE) |

### Groep D
| Pos | Team        | Wed | W | G | V | DV  | DT  | DS  | Ptn |
| --- | ----------- | --- | - | - | - | --- | --- | --- | --- |
| 1   | Duitsland   | 6   | 6 | 0 | 0 | 205 | 129 | +76 | 12  |
| 2   | Slovenië    | 6   | 4 | 0 | 2 | 163 | 162 | +1  | 8   |
| 3   | Wit-Rusland | 6   | 2 | 0 | 4 | 166 | 176 | −10 | 4   |
| 4   | Italië      | 6   | 0 | 0 | 6 | 137 | 204 | −67 | 0   |

| Woensdag 14 oktober 2009 18:30 | Wit-Rusland   | 32 – 23 | Italië         | Sport Complex Olympiets, Mogilev Toeschouwers: 1.300 Scheidsrechters: Hascik, Otapka (SVK) |
| Woensdag 14 oktober 2009 18:30 | Haizhutsite 7 | (16–7)  | Federspieler 6 | Sport Complex Olympiets, Mogilev Toeschouwers: 1.300 Scheidsrechters: Hascik, Otapka (SVK) |
| Woensdag 14 oktober 2009 18:30 | 3× 4×         | verslag | 3× 5×          | Sport Complex Olympiets, Mogilev Toeschouwers: 1.300 Scheidsrechters: Hascik, Otapka (SVK) |

| Woensdag 14 oktober 2009 19:30 | Duitsland | 27 – 17 | Slovenië | Rittal Arena Wetzlar, Wetzlar Toeschouwers: 2.000 Scheidsrechters: Raluy, Sabroso (ESP) |
| Woensdag 14 oktober 2009 19:30 | Müller 6  | (10–10) | Gros 4   | Rittal Arena Wetzlar, Wetzlar Toeschouwers: 2.000 Scheidsrechters: Raluy, Sabroso (ESP) |
| Woensdag 14 oktober 2009 19:30 | 3× 4×     | verslag | 2× 5×    | Rittal Arena Wetzlar, Wetzlar Toeschouwers: 2.000 Scheidsrechters: Raluy, Sabroso (ESP) |

| Zaterdag 17 oktober 2009 18:15 | Slovenië | 30 – 21 | Wit-Rusland   | Dvorana Kodeljevo, Ljubljana Toeschouwers: 600 Scheidsrechters: Opava, Valek (CZE) |
| Zaterdag 17 oktober 2009 18:15 | Gros 7   | (17–10) | Haizhutsite 7 | Dvorana Kodeljevo, Ljubljana Toeschouwers: 600 Scheidsrechters: Opava, Valek (CZE) |
| Zaterdag 17 oktober 2009 18:15 | 3×       | verslag | 3× 4×         | Dvorana Kodeljevo, Ljubljana Toeschouwers: 600 Scheidsrechters: Opava, Valek (CZE) |

| Zondag 18 oktober 2009 12:00 | Italië      | 19 – 33 | Duitsland | PalaGeTur, Lignano Sabbiadoro Toeschouwers: 300 Scheidsrechters: Rakytina, Tkachuk (UKR) |
| Zondag 18 oktober 2009 12:00 | Scamperle 6 | (8-18)  | Neukamp 7 | PalaGeTur, Lignano Sabbiadoro Toeschouwers: 300 Scheidsrechters: Rakytina, Tkachuk (UKR) |
| Zondag 18 oktober 2009 12:00 | 3× 2×       | verslag | 3× 4×     | PalaGeTur, Lignano Sabbiadoro Toeschouwers: 300 Scheidsrechters: Rakytina, Tkachuk (UKR) |

| Woensdag 31 maart 2010 18:00 | Wit-Rusland   | 26 – 30 | Duitsland | Sport Complex Olympiets, Mogilev Toeschouwers: 1.900 Scheidsrechters: Stenrand, Kærlund Birch (DEN) |
| Woensdag 31 maart 2010 18:00 | Gaizhutsite 6 | (15-16) | Müller 6  | Sport Complex Olympiets, Mogilev Toeschouwers: 1.900 Scheidsrechters: Stenrand, Kærlund Birch (DEN) |
| Woensdag 31 maart 2010 18:00 | 5×            | verslag | 4×        | Sport Complex Olympiets, Mogilev Toeschouwers: 1.900 Scheidsrechters: Stenrand, Kærlund Birch (DEN) |

| Donderdag 1 april 2010 20:00 | Italië        | 26 – 28 | Slovenië  | Pallazzetto Comunale F. Tacca, Cassano Magnago Toeschouwers: 600 Scheidsrechters: Constantinou, Mouttas (CYP) |
| Donderdag 1 april 2010 20:00 | Marcantonio 6 | (14-16) | Varlec 10 | Pallazzetto Comunale F. Tacca, Cassano Magnago Toeschouwers: 600 Scheidsrechters: Constantinou, Mouttas (CYP) |
| Donderdag 1 april 2010 20:00 | 3× 2×         | verslag | 3× 4×     | Pallazzetto Comunale F. Tacca, Cassano Magnago Toeschouwers: 600 Scheidsrechters: Constantinou, Mouttas (CYP) |

| Zondag 4 april 2010 16:00 | Duitsland | 35 – 24 | Wit-Rusland     | Anhalt Arena, Dessau Toeschouwers: 2.100 Scheidsrechters: C. Bonaventura, J. Bonaventura (FRA) |
| Zondag 4 april 2010 16:00 | Neukamp 7 | (15-11) | Artsiukhovich 7 | Anhalt Arena, Dessau Toeschouwers: 2.100 Scheidsrechters: C. Bonaventura, J. Bonaventura (FRA) |
| Zondag 4 april 2010 16:00 | 2× 1×     | verslag | 3× 2×           | Anhalt Arena, Dessau Toeschouwers: 2.100 Scheidsrechters: C. Bonaventura, J. Bonaventura (FRA) |

| Zondag 4 april 2010 17:00 | Slovenië  | 34 – 22 | Italië      | Športna Dvorana Bonifika, Koper Toeschouwers: 1.500 Scheidsrechters: Kaveshnikov, Plotnikov (RUS) |
| Zondag 4 april 2010 17:00 | Argenti 6 | (17-7)  | Scamperle 8 | Športna Dvorana Bonifika, Koper Toeschouwers: 1.500 Scheidsrechters: Kaveshnikov, Plotnikov (RUS) |
| Zondag 4 april 2010 17:00 | 3× 2×     | verslag | 3× 4×       | Športna Dvorana Bonifika, Koper Toeschouwers: 1.500 Scheidsrechters: Kaveshnikov, Plotnikov (RUS) |

| Woensdag 26 mei 2010 18:15 | Italië     | 28 – 32 | Wit-Rusland   | Pallazzetto Comunale F. Tacca, Cassano Magnago Toeschouwers: 600 Scheidsrechters: I. Kostov, M. Kostov (BUL) |
| Woensdag 26 mei 2010 18:15 | Popescu 13 | (12-16) | Kurchankova 7 | Pallazzetto Comunale F. Tacca, Cassano Magnago Toeschouwers: 600 Scheidsrechters: I. Kostov, M. Kostov (BUL) |
| Woensdag 26 mei 2010 18:15 | 3× 6×      | verslag | 3× 8×         | Pallazzetto Comunale F. Tacca, Cassano Magnago Toeschouwers: 600 Scheidsrechters: I. Kostov, M. Kostov (BUL) |

| Woensdag 26 mei 2010 20:00 | Slovenië | 24 – 35 | Duitsland | Dvorana Leon Štukelj, Novo Mesto Toeschouwers: 1.500 Scheidsrechters: Horváth, Marton (HUN) |
| Woensdag 26 mei 2010 20:00 | Gros 5   | (11-19) | Althaus 9 | Dvorana Leon Štukelj, Novo Mesto Toeschouwers: 1.500 Scheidsrechters: Horváth, Marton (HUN) |
| Woensdag 26 mei 2010 20:00 | 3× 4×    | verslag | 3× 4×     | Dvorana Leon Štukelj, Novo Mesto Toeschouwers: 1.500 Scheidsrechters: Horváth, Marton (HUN) |

| Zondag 30 mei 2010 16:00 | Duitsland | 45 – 19 | Italië    | Freudenstadt Toeschouwers: 800 Scheidsrechters: Skruzny, Kavulic (CZE) |
| Zondag 30 mei 2010 16:00 | Neukamp 7 | (20-9)  | Popescu 6 | Freudenstadt Toeschouwers: 800 Scheidsrechters: Skruzny, Kavulic (CZE) |
| Zondag 30 mei 2010 16:00 | 2× 3×     | verslag | 2×        | Freudenstadt Toeschouwers: 800 Scheidsrechters: Skruzny, Kavulic (CZE) |

| Zondag 30 mei 2010 16:00 | Wit-Rusland               | 31 – 30 | Slovenië    | Sport Complex Olympiets, Mogilev Toeschouwers: 1.200 Scheidsrechters: Baranowski, Lemanowicz (POL) |
| Zondag 30 mei 2010 16:00 | Haizhusite, Kurchankova 7 | (16-16) | Gros, Son 7 | Sport Complex Olympiets, Mogilev Toeschouwers: 1.200 Scheidsrechters: Baranowski, Lemanowicz (POL) |
| Zondag 30 mei 2010 16:00 | 3× 2×                     | verslag | 3×          | Sport Complex Olympiets, Mogilev Toeschouwers: 1.200 Scheidsrechters: Baranowski, Lemanowicz (POL) |

### Groep E
| Pos | Team        | Wed | W | G | V | DV  | DT  | DS   | Ptn |
| --- | ----------- | --- | - | - | - | --- | --- | ---- | --- |
| 1   | Spanje      | 6   | 6 | 0 | 0 | 181 | 128 | +53  | 12  |
| 2   | Servië      | 6   | 4 | 0 | 2 | 179 | 142 | +37  | 8   |
| 3   | Turkije     | 6   | 2 | 0 | 4 | 167 | 156 | +11  | 4   |
| 4   | Griekenland | 6   | 0 | 0 | 6 | 101 | 202 | −101 | 0   |

| Woensdag 14 oktober 2009 18:00 | Servië                                       | 45 – 18 | Griekenland | Sportska Dvorana, Zrenjanin Toeschouwers: 1.500 Scheidsrechters: Bonifert, Oláh (HUN) |
| Woensdag 14 oktober 2009 18:00 | Bartošić, Cvijić, Damjanović, Krpež, Lekić 6 | (25-10) | Fotiadou 6  | Sportska Dvorana, Zrenjanin Toeschouwers: 1.500 Scheidsrechters: Bonifert, Oláh (HUN) |
| Woensdag 14 oktober 2009 18:00 | 2×                                           | verslag | 2× 7×       | Sportska Dvorana, Zrenjanin Toeschouwers: 1.500 Scheidsrechters: Bonifert, Oláh (HUN) |

| Woensdag 14 oktober 2009 19:00 | Spanje   | 30 – 26 | Turkije | Palacio de Deportes, Santander Toeschouwers: 2.500 Scheidsrechters: Nielsen, Lorentzen (DEN) |
| Woensdag 14 oktober 2009 19:00 | Begoña 8 | (16-15) | Özel 9  | Palacio de Deportes, Santander Toeschouwers: 2.500 Scheidsrechters: Nielsen, Lorentzen (DEN) |
| Woensdag 14 oktober 2009 19:00 | 3×       | verslag | 3× 5×   | Palacio de Deportes, Santander Toeschouwers: 2.500 Scheidsrechters: Nielsen, Lorentzen (DEN) |

| Zondag 18 oktober 2009 16:00 | Griekenland  | 14 – 32 | Spanje   | EAK Patras-D.Tofalos, Bozaitika Patras Toeschouwers: 600 Scheidsrechters: Pandzic, Satordzjia (BIH) |
| Zondag 18 oktober 2009 16:00 | Poimenidou 6 | (8-13)  | Mangué 7 | EAK Patras-D.Tofalos, Bozaitika Patras Toeschouwers: 600 Scheidsrechters: Pandzic, Satordzjia (BIH) |
| Zondag 18 oktober 2009 16:00 | 3× 8× 1×     | verslag | 3× 4×    | EAK Patras-D.Tofalos, Bozaitika Patras Toeschouwers: 600 Scheidsrechters: Pandzic, Satordzjia (BIH) |

| Zondag 18 oktober 2009 17:00 | Turkije | 30 – 32 | Servië    | Muratpaşa Kızıltoprak Spor ve Sergi Salonu, Antalya Toeschouwers: 900 Scheidsrechters: Badura, Ondogrecula (SVK) |
| Zondag 18 oktober 2009 17:00 | Özel 9  | (14-17) | Cvijić 10 | Muratpaşa Kızıltoprak Spor ve Sergi Salonu, Antalya Toeschouwers: 900 Scheidsrechters: Badura, Ondogrecula (SVK) |
| Zondag 18 oktober 2009 17:00 | 3× 2×   | verslag | 3× 4×     | Muratpaşa Kızıltoprak Spor ve Sergi Salonu, Antalya Toeschouwers: 900 Scheidsrechters: Badura, Ondogrecula (SVK) |

| Woensdag 31 maart 2010 16:00 | Griekenland | 14 – 27 | Turkije | Mikras 3 - Spiti tou Handbol, Thessaloniki Toeschouwers: 400 Scheidsrechters: Kouz, Zhoba (UKR) |
| Woensdag 31 maart 2010 16:00 | Tsakalou 6  | (9-13)  | Özel 7  | Mikras 3 - Spiti tou Handbol, Thessaloniki Toeschouwers: 400 Scheidsrechters: Kouz, Zhoba (UKR) |
| Woensdag 31 maart 2010 16:00 | 3× 6× 1×    | verslag | 3× 4×   | Mikras 3 - Spiti tou Handbol, Thessaloniki Toeschouwers: 400 Scheidsrechters: Kouz, Zhoba (UKR) |

| Woensdag 31 maart 2010 18:00 | Servië  | 20 – 21 | Spanje   | Src Kraljevica, Zaječar Toeschouwers: 2.300 Scheidsrechters: Mazeika, Gatelis (LTU) |
| Woensdag 31 maart 2010 18:00 | Krpež 5 | (10-12) | Martín 8 | Src Kraljevica, Zaječar Toeschouwers: 2.300 Scheidsrechters: Mazeika, Gatelis (LTU) |
| Woensdag 31 maart 2010 18:00 | 3×      | verslag | 2×       | Src Kraljevica, Zaječar Toeschouwers: 2.300 Scheidsrechters: Mazeika, Gatelis (LTU) |

| Zaterdag 3 april 2010 19:00 | Turkije        | 30 – 22 | Griekenland | Celal Atik Spor Salon, İzmir Toeschouwers: 1.200 Scheidsrechters: Repensek, Pozeznik (SLO) |
| Zaterdag 3 april 2010 19:00 | Iskenderoglu 8 | (17-13) | Tsakalou 8  | Celal Atik Spor Salon, İzmir Toeschouwers: 1.200 Scheidsrechters: Repensek, Pozeznik (SLO) |
| Zaterdag 3 april 2010 19:00 | 3× 4×          | verslag | 3× 4×       | Celal Atik Spor Salon, İzmir Toeschouwers: 1.200 Scheidsrechters: Repensek, Pozeznik (SLO) |

| Zondag 4 april 2010 13:00 | Spanje   | 29 – 25 | Servië               | Pab. M. Tierra Estella, Estella-Lizarra Toeschouwers: 2.400 Scheidsrechters: Andersen, Sodal (NOR) |
| Zondag 4 april 2010 13:00 | Mangué 7 | (15-12) | Cvijić, Damjanović 6 | Pab. M. Tierra Estella, Estella-Lizarra Toeschouwers: 2.400 Scheidsrechters: Andersen, Sodal (NOR) |
| Zondag 4 april 2010 13:00 | 2× 0×    | verslag | 3× 4×                | Pab. M. Tierra Estella, Estella-Lizarra Toeschouwers: 2.400 Scheidsrechters: Andersen, Sodal (NOR) |

| Woensdag 26 mei 2010 11:00 | Griekenland  | 17 – 29 | Servië  | EAK Patras-D.Tofalos, Bozaitika Patras Toeschouwers: 300 Scheidsrechters: Riga, Thomassen (BEL) |
| Woensdag 26 mei 2010 11:00 | Logdanidou 4 | (8-14)  | Lekić 6 | EAK Patras-D.Tofalos, Bozaitika Patras Toeschouwers: 300 Scheidsrechters: Riga, Thomassen (BEL) |
| Woensdag 26 mei 2010 11:00 | 3× 4×        | verslag | 3× 4×   | EAK Patras-D.Tofalos, Bozaitika Patras Toeschouwers: 300 Scheidsrechters: Riga, Thomassen (BEL) |

| Donderdag 27 mei 2010 19:00 | Turkije        | 27 – 30 | Spanje    | Mersin Toeschouwers: 700 Scheidsrechters: Buy, Pichon (FRA) |
| Donderdag 27 mei 2010 19:00 | Iskenderoglu 8 | (14-12) | Alberto 9 | Mersin Toeschouwers: 700 Scheidsrechters: Buy, Pichon (FRA) |
| Donderdag 27 mei 2010 19:00 | 3× 8× 1×       | verslag | 3× 5×     | Mersin Toeschouwers: 700 Scheidsrechters: Buy, Pichon (FRA) |

| Zondag 30 mei 2010 11:00 | Spanje            | 39 – 16 | Griekenland | Utebo, Zaragoza Scheidsrechters: Santos, Fonseca (POR) |
| Zondag 30 mei 2010 11:00 | Alonso Bernardo 7 | (16-5)  | Stratou 4   | Utebo, Zaragoza Scheidsrechters: Santos, Fonseca (POR) |
| Zondag 30 mei 2010 11:00 | 3× 1×             | verslag | 3× 5×       | Utebo, Zaragoza Scheidsrechters: Santos, Fonseca (POR) |

| Zondag 30 mei 2010 20:00 | Servië  | 28 – 27 | Turkije        | Dvorana Smederevo, Smederevo Scheidsrechters: Hakansson, Nilsson (SWE) |
| Zondag 30 mei 2010 20:00 | Lekic 8 | (15-15) | Iskenderoglu 8 | Dvorana Smederevo, Smederevo Scheidsrechters: Hakansson, Nilsson (SWE) |
| Zondag 30 mei 2010 20:00 | 3× 5×   | verslag | 3× 7×          | Dvorana Smederevo, Smederevo Scheidsrechters: Hakansson, Nilsson (SWE) |

### Groep F
| Pos | Team       | Wed | W | G | V | DV  | DT  | DS  | Ptn |
| --- | ---------- | --- | - | - | - | --- | --- | --- | --- |
| 1   | Montenegro | 6   | 5 | 1 | 0 | 196 | 160 | +36 | 11  |
| 2   | Rusland    | 6   | 4 | 1 | 1 | 196 | 155 | +41 | 9   |
| 3   | Slowakije  | 6   | 1 | 0 | 5 | 156 | 193 | −37 | 2   |
| 4   | Polen      | 6   | 1 | 0 | 5 | 151 | 191 | −40 | 2   |

| Woensdag 14 oktober 2009 17:00 | Rusland  | 33 – 26 | Slowakije  | Olimpiyskiy-Chekhov, Tsjechov Scheidsrechters: Chaskis, Tsakonas (GRE) |
| Woensdag 14 oktober 2009 17:00 | Levina 6 | (16-14) | Dubajová 8 | Olimpiyskiy-Chekhov, Tsjechov Scheidsrechters: Chaskis, Tsakonas (GRE) |
| Woensdag 14 oktober 2009 17:00 | 3× 4×    | verslag | 3× 4×      | Olimpiyskiy-Chekhov, Tsjechov Scheidsrechters: Chaskis, Tsakonas (GRE) |

| Woensdag 14 oktober 2009 20:00 | Polen                | 21 – 31 | Montenegro | Hala Sportowo-Widowiskowa "Globus", Lublin Toeschouwers: 1.800 Scheidsrechters: Stenrand, Birch (DEN) |
| Woensdag 14 oktober 2009 20:00 | Dworaczyk, Kudłacz 4 | (10-14) | Savić 7    | Hala Sportowo-Widowiskowa "Globus", Lublin Toeschouwers: 1.800 Scheidsrechters: Stenrand, Birch (DEN) |
| Woensdag 14 oktober 2009 20:00 | 2× 3× 1×             | verslag | 3×         | Hala Sportowo-Widowiskowa "Globus", Lublin Toeschouwers: 1.800 Scheidsrechters: Stenrand, Birch (DEN) |

| Zaterdag 17 oktober 2009 17:30 | Montenegro | 28 – 28 | Rusland  | Morača Sports Center, Podgorica Toeschouwers: 4.000 Scheidsrechters: Canbro, Claesson (SWE) |
| Zaterdag 17 oktober 2009 17:30 | Popović 10 | (19-16) | Levina 9 | Morača Sports Center, Podgorica Toeschouwers: 4.000 Scheidsrechters: Canbro, Claesson (SWE) |
| Zaterdag 17 oktober 2009 17:30 | 2×         | verslag | 2× 4×    | Morača Sports Center, Podgorica Toeschouwers: 4.000 Scheidsrechters: Canbro, Claesson (SWE) |

| Zondag 18 oktober 2009 11:00 | Slowakije    | 32 - 28 | Polen     | Športová Hala, Hlohovec Toeschouwers: 1.200 Scheidsrechters: Jurinovic, Mrvica (CRO) |
| Zondag 18 oktober 2009 11:00 | Jakubisová 6 | (16-14) | Kudłacz 6 | Športová Hala, Hlohovec Toeschouwers: 1.200 Scheidsrechters: Jurinovic, Mrvica (CRO) |
| Zondag 18 oktober 2009 11:00 | 2× 3×        | verslag | 2× 3×     | Športová Hala, Hlohovec Toeschouwers: 1.200 Scheidsrechters: Jurinovic, Mrvica (CRO) |

| Woensdag 31 maart 2010 18:00 | Polen    | 26 - 35 | Rusland      | Hala MOSiR, Chorzów Toeschouwers: 1.200 Scheidsrechters: Aliyev, Aghakishiyev (AZE) |
| Woensdag 31 maart 2010 18:00 | Polenz 7 | (15-15) | Kochetova 15 | Hala MOSiR, Chorzów Toeschouwers: 1.200 Scheidsrechters: Aliyev, Aghakishiyev (AZE) |
| Woensdag 31 maart 2010 18:00 | 3×       | verslag | 3× 2×        | Hala MOSiR, Chorzów Toeschouwers: 1.200 Scheidsrechters: Aliyev, Aghakishiyev (AZE) |

| Woensdag 31 maart 2010 18:00 | Montenegro   | 39 - 24 | Slowakije      | Sportski Centar Ada, Pljevlja Toeschouwers: 2.500 Scheidsrechters: Cohen, Peretz (ISR) |
| Woensdag 31 maart 2010 18:00 | Radičević 10 | (18-12) | Glankovicova 7 | Sportski Centar Ada, Pljevlja Toeschouwers: 2.500 Scheidsrechters: Cohen, Peretz (ISR) |
| Woensdag 31 maart 2010 18:00 | 3× 4×        | verslag | 3× 1×          | Sportski Centar Ada, Pljevlja Toeschouwers: 2.500 Scheidsrechters: Cohen, Peretz (ISR) |

| Zondag 4 april 2010 11:00 | Slowakije   | 27 - 32 | Montenegro   | Športová Hala, Hlohovec Toeschouwers: 500 Scheidsrechters: C. Kekes, P. Kekes (HUN) |
| Zondag 4 april 2010 11:00 | Hrabovska 7 | (11-17) | Radičević 10 | Športová Hala, Hlohovec Toeschouwers: 500 Scheidsrechters: C. Kekes, P. Kekes (HUN) |
| Zondag 4 april 2010 11:00 | 3×          | verslag | 3× 4×        | Športová Hala, Hlohovec Toeschouwers: 500 Scheidsrechters: C. Kekes, P. Kekes (HUN) |

| Zondag 4 april 2010 17:00 | Rusland    | 35 - 20 | Polen                                      | Olimpiyskiy-Chekhov, Tsjechov Toeschouwers: 1.000 Scheidsrechters: Erdogan, Özdeniz (TUR) |
| Zondag 4 april 2010 17:00 | Khmyrova 7 | (17-11) | Kulwińska, Pielesz, Semeniuk, Stachowska 3 | Olimpiyskiy-Chekhov, Tsjechov Toeschouwers: 1.000 Scheidsrechters: Erdogan, Özdeniz (TUR) |
| Zondag 4 april 2010 17:00 | 3× 1×      | verslag | 3×                                         | Olimpiyskiy-Chekhov, Tsjechov Toeschouwers: 1.000 Scheidsrechters: Erdogan, Özdeniz (TUR) |

| Woensdag 26 mei 2010 18:00 | Slowakije   | 24 - 37 | Rusland     | Športová Hala, Hlohovec Toeschouwers: 1.000 Scheidsrechters: Johansson, Kliko (SWE) |
| Woensdag 26 mei 2010 18:00 | Pajtasova 6 | (10-17) | Kochetova 7 | Športová Hala, Hlohovec Toeschouwers: 1.000 Scheidsrechters: Johansson, Kliko (SWE) |
| Woensdag 26 mei 2010 18:00 | 3× 4×       | verslag | 2× 4×       | Športová Hala, Hlohovec Toeschouwers: 1.000 Scheidsrechters: Johansson, Kliko (SWE) |

| Woensdag 26 mei 2010 20:00 | Montenegro  | 35- 32  | Polen              | Sportski Centar Ada, Pljevlja Scheidsrechters: Mishchuk, Rozhkov (UKR) |
| Woensdag 26 mei 2010 20:00 | Radicevic 9 | (17-15) | Glen, Stachowska 5 | Sportski Centar Ada, Pljevlja Scheidsrechters: Mishchuk, Rozhkov (UKR) |
| Woensdag 26 mei 2010 20:00 | 3× 10×      | verslag | 3× 4×              | Sportski Centar Ada, Pljevlja Scheidsrechters: Mishchuk, Rozhkov (UKR) |

| Zondag 30 mei 2010 17:00 | Rusland      | 28 – 31 | Montenegro  | Olimpiyskiy-Chekhov, Tsjechov Toeschouwers: 500 Scheidsrechters: Hansen, Petersen (NOR) |
| Zondag 30 mei 2010 17:00 | Kochetova 12 | (13-16) | Radicevic 7 | Olimpiyskiy-Chekhov, Tsjechov Toeschouwers: 500 Scheidsrechters: Hansen, Petersen (NOR) |
| Zondag 30 mei 2010 17:00 | 3× 4×        | verslag | 3×          | Olimpiyskiy-Chekhov, Tsjechov Toeschouwers: 500 Scheidsrechters: Hansen, Petersen (NOR) |

| Zondag 30 mei 2010 17:30 | Polen                         | 24 – 23 | Slowakije    | Hala Sportowa RELAX, Piotrków Trybunalski Toeschouwers: 700 Scheidsrechters: Rutkovskis, Dzerve (LAT) |
| Zondag 30 mei 2010 17:30 | Stachowska, Polenz, Pielesz 4 | (11-13) | Jakubisova 8 | Hala Sportowa RELAX, Piotrków Trybunalski Toeschouwers: 700 Scheidsrechters: Rutkovskis, Dzerve (LAT) |
| Zondag 30 mei 2010 17:30 | 3× 2×                         | verslag | 3× 1×        | Hala Sportowa RELAX, Piotrków Trybunalski Toeschouwers: 700 Scheidsrechters: Rutkovskis, Dzerve (LAT) |

### Groep G
| Pos | Team            | Wed | W | G | V | DV  | DT  | DS  | Ptn |
| --- | --------------- | --- | - | - | - | --- | --- | --- | --- |
| 1   | Kroatië         | 6   | 5 | 0 | 1 | 191 | 138 | +53 | 10  |
| 2   | Nederland       | 6   | 3 | 2 | 1 | 161 | 146 | +15 | 8   |
| 3   | Noord-Macedonië | 6   | 1 | 2 | 3 | 157 | 153 | +4  | 4   |
| 4   | Litouwen        | 6   | 0 | 0 | 6 | 131 | 203 | −72 | 0   |

| Woensdag 14 oktober 2009 20:30 | Noord-Macedonië            | 32 – 24 | Litouwen     | SRC Kale, Skopje Toeschouwers: 1.600 Scheidsrechters: I. Covalciuc, A. Covalciuc (MDA) |
| Woensdag 14 oktober 2009 20:30 | Crvenkoska, Gjorgjievska 6 | (17–10) | Stellbrink 6 | SRC Kale, Skopje Toeschouwers: 1.600 Scheidsrechters: I. Covalciuc, A. Covalciuc (MDA) |
| Woensdag 14 oktober 2009 20:30 | 2× 5×                      | verslag | 3× 1×        | SRC Kale, Skopje Toeschouwers: 1.600 Scheidsrechters: I. Covalciuc, A. Covalciuc (MDA) |

| Donderdag 15 oktober 2009 18:00 | Kroatië   | 32 – 23 | Nederland  | Dvorana Mladosti, Rijeka Toeschouwers: 1.500 Scheidsrechters: Stolarovs, Licis (LAT) |
| Donderdag 15 oktober 2009 18:00 | Penezić 7 | (19–11) | van Dort 6 | Dvorana Mladosti, Rijeka Toeschouwers: 1.500 Scheidsrechters: Stolarovs, Licis (LAT) |
| Donderdag 15 oktober 2009 18:00 | 3× 4×     | verslag | 3× 2×      | Dvorana Mladosti, Rijeka Toeschouwers: 1.500 Scheidsrechters: Stolarovs, Licis (LAT) |

| Zondag 18 oktober 2009 15:00 | Nederland | 20 – 20 | Noord-Macedonië | Topsportcentrum Rotterdam, Rotterdam Toeschouwers: 1.800 Scheidsrechters: Leandersson, Lindroos (FIN) |
| Zondag 18 oktober 2009 15:00 | Lamein 7  | (15-8)  | Crvenkoska 9    | Topsportcentrum Rotterdam, Rotterdam Toeschouwers: 1.800 Scheidsrechters: Leandersson, Lindroos (FIN) |
| Zondag 18 oktober 2009 15:00 | 3× 5× 1×  | verslag | 3×              | Topsportcentrum Rotterdam, Rotterdam Toeschouwers: 1.800 Scheidsrechters: Leandersson, Lindroos (FIN) |

| Zondag 18 oktober 2009 17:00 | Litouwen     | 24 – 42 | Kroatië    | VSI Rankinio Centras, Panevėžys Toeschouwers: 300 Scheidsrechters: Guseva, Vartanyan (RUS) |
| Zondag 18 oktober 2009 17:00 | Stellbrink 8 | (13-20) | Golubić 12 | VSI Rankinio Centras, Panevėžys Toeschouwers: 300 Scheidsrechters: Guseva, Vartanyan (RUS) |
| Zondag 18 oktober 2009 17:00 | 3× 1×        | verslag | 3×         | VSI Rankinio Centras, Panevėžys Toeschouwers: 300 Scheidsrechters: Guseva, Vartanyan (RUS) |

| Woensdag 31 maart 2010 18:00 | Noord-Macedonië         | 21 – 26 | Kroatië   | SRC Kale, Skopje Toeschouwers: 1.700 Scheidsrechters: Veber, Pangerc (SLO) |
| Woensdag 31 maart 2010 18:00 | Gjorgjievska, Kresoja 5 | (12-13) | Peraica 5 | SRC Kale, Skopje Toeschouwers: 1.700 Scheidsrechters: Veber, Pangerc (SLO) |
| Woensdag 31 maart 2010 18:00 | 3× 4×                   | verslag | 3× 5×     | SRC Kale, Skopje Toeschouwers: 1.700 Scheidsrechters: Veber, Pangerc (SLO) |

| Woensdag 31 maart 2010 19:00 | Litouwen      | 22 – 31 | Nederland | S.Dariaus ir S.Girėno sporto halė, Kaunas Toeschouwers: 700 Scheidsrechters: Hajek, Macho (CZE) |
| Woensdag 31 maart 2010 19:00 | Stellbrink 10 | (12-15) | Visser 8  | S.Dariaus ir S.Girėno sporto halė, Kaunas Toeschouwers: 700 Scheidsrechters: Hajek, Macho (CZE) |
| Woensdag 31 maart 2010 19:00 | 3× 4×         | verslag | 2× 6×     | S.Dariaus ir S.Girėno sporto halė, Kaunas Toeschouwers: 700 Scheidsrechters: Hajek, Macho (CZE) |

| Zaterdag 3 april 2010 18:00 | Kroatië | 36 – 23 | Noord-Macedonië | Graditeljska škola, Čakovec Toeschouwers: 1.500 Scheidsrechters: Pandzic, Satordzija (BIH) |
| Zaterdag 3 april 2010 18:00 | Pušić 6 | (18-10) | Oholanga 7      | Graditeljska škola, Čakovec Toeschouwers: 1.500 Scheidsrechters: Pandzic, Satordzija (BIH) |
| Zaterdag 3 april 2010 18:00 | 3× 5×   | verslag | 2× 3×           | Graditeljska škola, Čakovec Toeschouwers: 1.500 Scheidsrechters: Pandzic, Satordzija (BIH) |

| Zondag 4 april 2010 14:00 | Nederland | 34 – 20 | Litouwen         | Topsportcentrum Almere, Almere Toeschouwers: 1.600 Scheidsrechters: Sîrbu, Suponicov (MDA) |
| Zondag 4 april 2010 14:00 | Visser 7  | (17-9)  | Bartaseviciene 7 | Topsportcentrum Almere, Almere Toeschouwers: 1.600 Scheidsrechters: Sîrbu, Suponicov (MDA) |
| Zondag 4 april 2010 14:00 | 2× 8×     | verslag | 3× 2×            | Topsportcentrum Almere, Almere Toeschouwers: 1.600 Scheidsrechters: Sîrbu, Suponicov (MDA) |

| Woensdag 26 mei 2010 19:00 | Litouwen    | 19 – 33 | Noord-Macedonië | S.Dariaus ir S.Girėno sporto halė, Kaunas Toeschouwers: 300 Scheidsrechters: Aliyev, Aghakishiyev (AZE) |
| Woensdag 26 mei 2010 19:00 | Jurgutyte 5 | (9-18)  | Pecevska 7      | S.Dariaus ir S.Girėno sporto halė, Kaunas Toeschouwers: 300 Scheidsrechters: Aliyev, Aghakishiyev (AZE) |
| Woensdag 26 mei 2010 19:00 | 3× 2×       | verslag | 3× 8×           | S.Dariaus ir S.Girėno sporto halė, Kaunas Toeschouwers: 300 Scheidsrechters: Aliyev, Aghakishiyev (AZE) |

| Woensdag 26 mei 2010 20:00 | Nederland | 25 – 24 | Kroatië      | Topsportcentrum Rotterdam, Rotterdam Toeschouwers: 900 Scheidsrechters: Kouz, Zhoba (UKR) |
| Woensdag 26 mei 2010 20:00 | Groot 6   | (9-14)  | Arslanagic 6 | Topsportcentrum Rotterdam, Rotterdam Toeschouwers: 900 Scheidsrechters: Kouz, Zhoba (UKR) |
| Woensdag 26 mei 2010 20:00 | 3× 8× 1×  | verslag | 3× 6×        | Topsportcentrum Rotterdam, Rotterdam Toeschouwers: 900 Scheidsrechters: Kouz, Zhoba (UKR) |

| Zaterdag 29 mei 2010 14:15 | Kroatië    | 31 – 22 | Litouwen        | Beli Manastir Toeschouwers: 1.100 Scheidsrechters: Hintenaus, Schneider (AUT) |
| Zaterdag 29 mei 2010 14:15 | Petraica 9 | (15-6)  | Vysniauskaite 4 | Beli Manastir Toeschouwers: 1.100 Scheidsrechters: Hintenaus, Schneider (AUT) |
| Zaterdag 29 mei 2010 14:15 | 3× 1×      | verslag | 3×              | Beli Manastir Toeschouwers: 1.100 Scheidsrechters: Hintenaus, Schneider (AUT) |

| Zondag 30 mei 2010 17:50 | Noord-Macedonië | 28 – 28 | Nederland         | SRC Kale, Skopje Toeschouwers: 1.700 Scheidsrechters: Nybo, Poulsen (DEN) |
| Zondag 30 mei 2010 17:50 | Portjanko 9     | (12-14) | Van der Heijden 6 | SRC Kale, Skopje Toeschouwers: 1.700 Scheidsrechters: Nybo, Poulsen (DEN) |
| Zondag 30 mei 2010 17:50 | 3× 1×           | verslag | 3× 5×             | SRC Kale, Skopje Toeschouwers: 1.700 Scheidsrechters: Nybo, Poulsen (DEN) |

## Gekwalificeerde landen
| Land | Land       |
| ---- | ---------- |
| 1    | Oekraïne   |
| 2    | Roemenië   |
| 3    | Hongarije  |
| 4    | Zweden     |
| 5    | Frankrijk  |
| 6    | IJsland    |
| 7    | Duitsland  |
| 8    | Slovenië   |
| 9    | Spanje     |
| 10   | Servië     |
| 11   | Montenegro |
| 12   | Rusland    |
| 13   | Kroatië    |
| 14   | Nederland  |